# Тони, Шака
Шака Фелтон Тони (англ. Shaka Felton Toney; 8 января 1998, Филадельфия, Пенсильвания) — профессиональный американский футболист, выступающий на позиции ди-энда в клубе НФЛ «Вашингтон Коммандерс». На студенческом уровне играл за команду университета штата Пенсильвания. На драфте НФЛ 2021 года был выбран в седьмом раунде.

## Биография
Шака Тони родился 8 января 1998 года в Филадельфии. Младший из пяти детей в семье. Воспитывался матерью, отец Энтони Тони скончался в 2000 году. Учился в афроцентричной школе Имхотеп Чартер. Был капитаном школьной футбольной команды, в её составе выигрывал чемпионат штата, включался в сборную звёзд Филадельфии, признавался лучшим защитником штата. Также занимался лёгкой атлетикой.

### Любительская карьера
В 2016 году Тони поступил в университет штата Пенсильвания. Первый сезон в студенческой карьере он провёл в статусе освобождённого игрока, не принимая участия в официальных матчах. В 2017 году дебютировал в турнире NCAA, сыграл в двенадцати матчах. По итогам сезона он был включён в сборную новичков по версии телеканала конференции Big Ten. В 2018 году принял участие в тринадцати матчах. В матче против команды Индианского университета сделал четыре сэка, повторив рекорд программы.
В 2019 году Тони вошёл в стартовый состав, сыграл тринадцать матчей и претендовал на место в сборной звёзд конференции. В сокращённом из-за пандемии COVID-19 турнире 2020 года он был выбран одним из капитанов команды. В девяти проведённых играх Тони сделал пять сэков, заняв четвёртое место в конференции по этому показателю. По итогам сезона его включили в сборную звёзд конференции, он назывался в числе претендентов на Награду Нагурски лучшему защитнику NCAA и получил приглашение на матч всех звёзд выпускников колледжей.

#### Статистика выступлений в NCAA
| Сезон | Команда                   | Игры | Захваты | Захваты | Захваты | Захваты | Захваты | Перехваты | Перехваты | Перехваты | Перехваты | Перехваты | Фамблы | Фамблы | Фамблы | Фамблы |
| Сезон | Команда                   | Игры | Solo    | Ast     | Tot     | Loss    | Sk      | Int       | Yds       | Y/R       | TD        | PD        | FR     | Yds    | TD     | FF     |
| ----- | ------------------------- | ---- | ------- | ------- | ------- | ------- | ------- | --------- | --------- | --------- | --------- | --------- | ------ | ------ | ------ | ------ |
| 2016  | Пенн Стейт Ниттани Лайонс | —    | —       | —       | —       | —       | —       | —         | —         | —         | —         | —         | —      | —      | —      | —      |
| 2017  | Пенн Стейт Ниттани Лайонс | 12   | 8       | 9       | 17      | 6,0     | 3,5     | 0         | 0         | 0,0       | 0         | 0         | 0      | 0      | 0      | 2      |
| 2018  | Пенн Стейт Ниттани Лайонс | 13   | 15      | 8       | 23      | 7,0     | 5,0     | 0         | 0         | 0,0       | 0         | 2         | 0      | 0      | 0      | 1      |
| 2019  | Пенн Стейт Ниттани Лайонс | 13   | 13      | 27      | 40      | 8,0     | 6,5     | 0         | 0         | 0,0       | 0         | 1         | 1      | 0      | 0      | 0      |
| 2020  | Пенн Стейт Ниттани Лайонс | 9    | 21      | 10      | 31      | 7,5     | 5,0     | 0         | 0         | 0,0       | 0         | 1         | 0      | 0      | 0      | 1      |
| Всего | Всего                     | 47   | 57      | 54      | 111     | 28,5    | 20,0    | 0         | 0         | 0,0       | 0         | 4         | 1      | 0      | 0      | 4      |

### Профессиональная карьера
Перед драфтом НФЛ 2021 года аналитик сайта Bleacher Report Джастис Москеда характеризовал Тони как атлетичного и скоростного защитника, способного заиграть в лиге в роли пас-рашера с перспективой стать основным внешним лайнбекером в схеме 3—4 или лайнбекером сильной стороны в формации 4—3. К достоинствам игрока Москеда относил подвижность и гибкость, позволяющие ему прорываться через линию нападения, умение уходить от блоков и способность читать действия соперника в пасовых розыгрышах. Главным недостатком Тони называлась нехватка физической силы.
На драфте Тони был выбран «Вашингтоном» в седьмом раунде под общим 246 номером. В мае 2021 года он подписал с клубом четырёхлетний контракт, общая сумма соглашения составила 3,57 млн долларов. В составе команды он стал третьим ди-эндом после Чейза Янга и Кейси Тухилла. В дебютном сезоне Тони сыграл за «Вашингтон» в десяти матчах, сделав 1,5 сэка. По ходу чемпионата он стал одним из ключевых игроков в составе специальных команд.

#### Статистика выступлений в НФЛ

##### Регулярный чемпионат
| Сезон | Команда   | Игры | Захваты | Захваты | Захваты | Захваты | Захваты | Перехваты | Перехваты | Перехваты | Перехваты | Перехваты | Фамблы | Фамблы | Фамблы | Фамблы |
| Сезон | Команда   | Игры | Solo    | Ast     | Tot     | Loss    | Sk      | Int       | Yds       | Y/R       | TD        | PD        | FR     | Yds    | TD     | FF     |
| ----- | --------- | ---- | ------- | ------- | ------- | ------- | ------- | --------- | --------- | --------- | --------- | --------- | ------ | ------ | ------ | ------ |
| 2021  | Вашингтон | 10   | 2       | 6       | 8       | 1       | 1,5     | 0         | 0         | 0,0       | 0         | 0         | 0      | 0      | 0      | 0      |
| Всего | Всего     | 10   | 2       | 6       | 8       | 1       | 1,5     | 0         | 0         | 0,0       | 0         | 0         | 0      | 0      | 0      | 0      |